# King of the Grey Islands
King of the Grey Islands es el noveno álbum de estudio de la banda sueca de doom metal Candlemass. Fue lanzado el 22 de junio de 2007. La versión en digipak contiene un bonus de dos grabaciones de estudio con Robert Lowe. 
Es el primer disco de la banda que cuenta con el vocalista Robert Lowe, del grupo americano Solitude Aeternus. Lowe entra a formar parte de Candlemass tras la marcha del anterior vocalista Eddie "Messiah" Marcolin, quien abandona la banda en 2006, dejando sin grabar las pistas de voz para el nuevo álbum...

## Listado de canciones
1. "Prologue" - 0:56
2. "Emperor of the Void" - 4:29
3. "Devil Seed" - 5:44
4. "Of Stars and Smoke" - 5:50
5. "Demonia 6" - 6:23
6. "Destroyer" - 7:52
7. "Man of Shadows" - 6:17
8. "Clearsight" - 6:52
9. "The Opal City" - 1:13
10. "Embracing the Styx" - 8:19
11. "Solitude" (Bonus Digipak)
12. "At the Gallows End" (Bonus Digipak)

## Intérpretes
- Robert Lowe - Voz
- Mats Björkman- Guitarra
- Lars Johansson - Guitarra
- Leif Edling - Bajo
- Jan Lindh - Batería

- Datos: Q2607682